# Shamrock, Oklahoma
Shamrock är en ort i Creek County i delstaten Oklahoma, USA.